# Ludovico di Campofregoso
Ludovico di Campofregoso fou un polític genovès germà de Janus de Campofregoso. El 1447 el Papa va decidir nomenar-lo governador i senyor de Còrsega. Va prendre possessió de Bàstia, Biguglia i Corti, però al pocs temps va tornar a Gènova (1447) i en la seva absència l'illa es va revoltar sota la direcció de Marianu di Caghju. Ludovico va tornar llavors amb 800 homes dirigits per Giovannone di Giovanni i es va enfrontar amb els rebels a la batalla de A Venzulà en què el cap rebel fou derrotat i es va refugiar a Mérusaglià, i els seus partidaris es van dispersar.
Ludovico va tornar a Gènova on fou elegit dux (1448) al lloc del seu germà, que acabava de morir (Desembre de 1447) i va exercir fins al 1450; fou elegit altre cop el 1661 i amb uns incidents el 1662 fou dux fins al 1663, poc abans de la conquesta milanesa. El seu nebot Tomassino di Campofregoso fou alliberat per ordre seva el 1462 i va marxar a Còrsega a lluitar contra el Banc de Sant Jordi, administradora de l'illa.